# Römmegröt

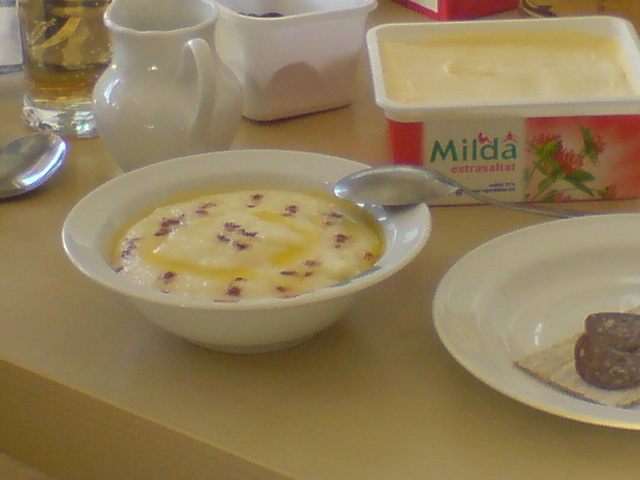
Römmegröt med smält smör, kanel och socker.

Römmegröt (norska/danska: rømmegrøt, nynorska: rømmegraut) är en norsk specialitet. Det är en vetemjölsgröt, som kokas med rømme (norsk gräddfil) tills fettet frånskiljs som smält smör, som simmar ovanpå. Gröten kan ätas med kanel, sylt av röda vinbär och socker eller utan kanel och socker som garnityr till någon huvudrätt, exempelvis kokt fisk.
Den sura smaken från grädden slår tydligt igenom, varför man kan ha svårt för rätten. Gröten är dessutom av stabbig och mättande karaktär. För andra är det däremot en delikatess.
Rømme är ungefär detsamma som crème fraîche, med betydligt högre fetthalt än gräddfil, cirka 35 procent. Förr lät man grädde surna "på naturlig väg", men nu för tiden tillverkas den genom att man på ett mejeri tillsätter noga kontrollerade bakteriekulturer.